# Frateschi Trens Elétricos
A Indústrias Reunidas Frateschi, fundada em 1958, é a única empresa na América Latina especializada na fabricação de trens elétricos em miniatura na escala HO (1/87), para o hobby conhecido como ferromodelismo.
Localizada em Ribeirão Preto estado de São Paulo, tem como principal foco reproduzir locomotivas e vagões utilizados nas ferrovias brasileiras em suas diversas fases. Exporta produtos específicos para países como: África do Sul, Argentina, Austrália, Estados Unidos, Nova Zelândia, Suíça e Taiwan (RC). Também produz miniaturas de construções e infraestrutura como trilhos, além de outros itens necessários para montar uma maquete ferroviária.

## Histórico

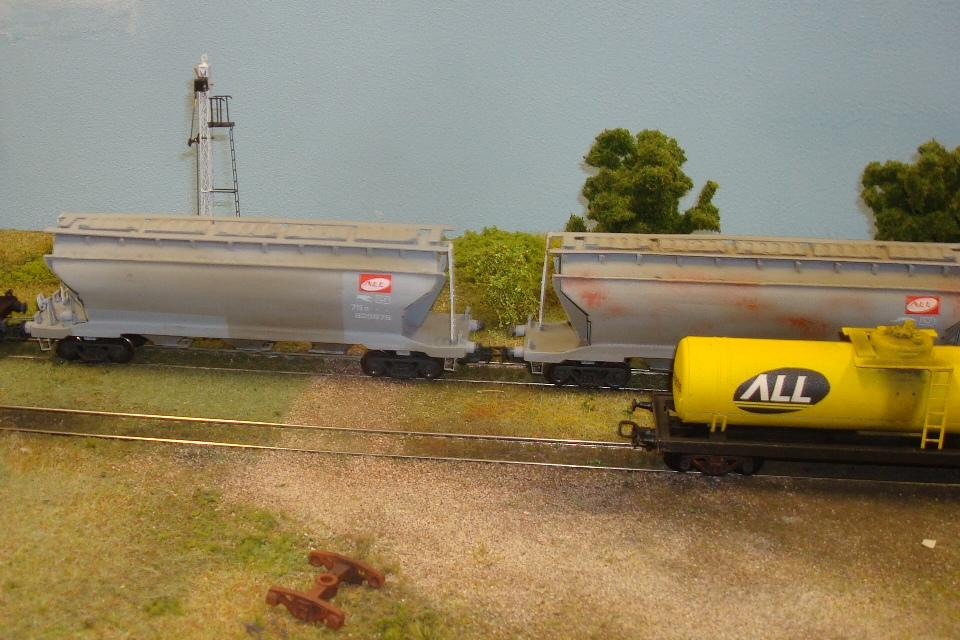
Vagões produzidos pela Frateschi.

O que é hoje a Indústrias Reunidas Frateschi, começou no quintal de Galileo Frateschi, como uma oficina de brinquedos de madeira e bichos de pelúcia. Era 1958 e Celso, um dos 4 filhos do casal Galileu e Célia, então com 15 anos, já a algum tempo, demonstrava interesse especial pelos trens, na época movidos à corda. Atual dono da Frateschi, Celso recorda que o amor pelos trens elétricos foi fundamental para formar sua vocação. Vários anos mais tarde, ele iria para a USP de São Carlos, de onde sairia formado engenheiro mecânico, em 1966.
Um ano depois, Celso Frateschi uniu-se ao pai na direção da agora Indústrias Reunidas Frateschi, que passou a fabricar acessórios para kits de trenzinhos produzidos então apenas pela Atma Paulista. "A Atma tinha lançado uma linha de trens e nós queríamos crescer à sombra dela", admite. Foi só em 1975 que a Frateschi lançaria sua primeira locomotiva, e em 1978 seu primeiro kit completo, com vagão e trilhos. Celso não se recorda de quanto investiu em 1981, ao finalmente construir sua fábrica de 700 m2, onde ainda está instalado, na zona norte de Ribeirão Preto.
Hoje em dia, as réplicas da Frateschi são perfeitas reproduções em escala dos trens de companhias como a Ferrocarriles Argentinos, Amtrak, Southern Pacific e Canadian Pacific, entre outras. Segundo Celso: "Há três categorias de trens: os dos tigres asiáticos, baratos e de baixa qualidade; os europeus, caros e de alta qualidade; e os norte-americanos, de preço e qualidade intermediários. Creio que estamos dentro desta última categoria".

## Cronologia
Fundada em 1958 como Fábrica de Brinquedos Frateschi, que produzia bichos de pelúcia e mobília de madeira. Logo começaram a surgir os primeiros produtos de ferromodelismo como por exemplo: postes telegráficos. No ano de 1967 a Fábrica de Brinquedos Frateschi passa a chamar-se Indústrias Reunidas Frateschi Ltda. e torna-se inteiramente voltada ao ferromodelismo. No ano de 1973 a Frateschi lança seu primeiro catálogo.No ano de 1979 o lançamento do Informativo Frateschi. No ano de 1988, foi lançada a Revista Brasileira de Ferromodelismo, que veio substituir o Informativo Frateschi. Em 1993 ela começa a exportar para os Estados Unidos através da Atlas e Modelpower e pela primeira vez desenvolveu produtos direcionados a um público que não o brasileiro.

## Modelos produzidos

### Locomotivas
Desde o ano de 1975 foram produzidos os seguintes modelos de locomotivas:
| MODELO        | TIPO            | INICIO DA PRODUÇÃO | RODAGEM   | PINTURAS |
| ------------- | --------------- | ------------------ | --------- | --- |
| 5200          | Elétrica        | 2011               | C-C       | CPEF e FEPASA |
| U23C          | Diesel-Elétrica | 2008               | C-C       | RFFSA (Fase I) e MRS |
| C30-7         | Diesel-Elétrica | 2007               | C-C       | MRS, C. Quintella, ALL, Brasil Ferrovias e Rumo |
| 2-C+C-2 ou V8 | Elétrica        | 2004               | 2-C+C-2   | Central, Cia Paulista (Fase II), RFFSA (Fase I) e FEPASA (Fase II e III)                                                                                  |
| Ten-Wheeler   | Vapor           | 1995               | 4-6-0     | Central, Cia Paulista, Mogiana, Pennsylvania, e Denver & Rio Grande Western                                                                               |
| Consolidation | Vapor           | 1991               | 2-8-0     | Central, Cia Paulista, Sorocabana, Pennsylvania, Atchison Topeka & Santa Fe, Denver & Rio Grande Western e Baltimore & Ohio                               |
| U5B           | Diesel-Elétrica | 2000               | B-B       | MRS e RFFSA (Fase I) |
| G12 / G8      | Diesel-Elétrica | 1975               | B-B       | Cia Paulista (Fase II), RFFSA (Fase I), EFVM (Fase II) e FEPASA (Fase II)                                                                                 |
| G12 A-1-A     | Diesel-Elétrica | 2006               | A-1-A     | RFFSA (Fase II), New Zealand Railways (Fase I e II) e Ferrocarriles Argentinos                                                                            |
| G22U / G22CU  | Diesel-Elétrica | 1984               | B-B e C-C | G22U - RFFSA (Fase I e II) e ALL G22CU - RFFSA (Fase I), ALL, Ferrocarriles Argentinos, NCA (Argentina), Metropolitano (Argentina) e Ferrovia (Argentina) |
| FA-1          | Diesel-Elétrica | 1989               | B-B       | RFFSA (Fase I), Central, New York Central, Erie, Lehigh Valley, Pennsylvania e Soo Line                                                                   |
| U-20-C        | Diesel-Elétrica | 1986               | C-C       | MRS, FEPASA (Fase II), South African Raiways e Ferrosur Roca                                                                                              |
| AC44i         | Diesel-Elétrica | 2016               | C-C       | Rumo (Fase II),MRS, ALL, VLI, Brado |